# Wolddijk

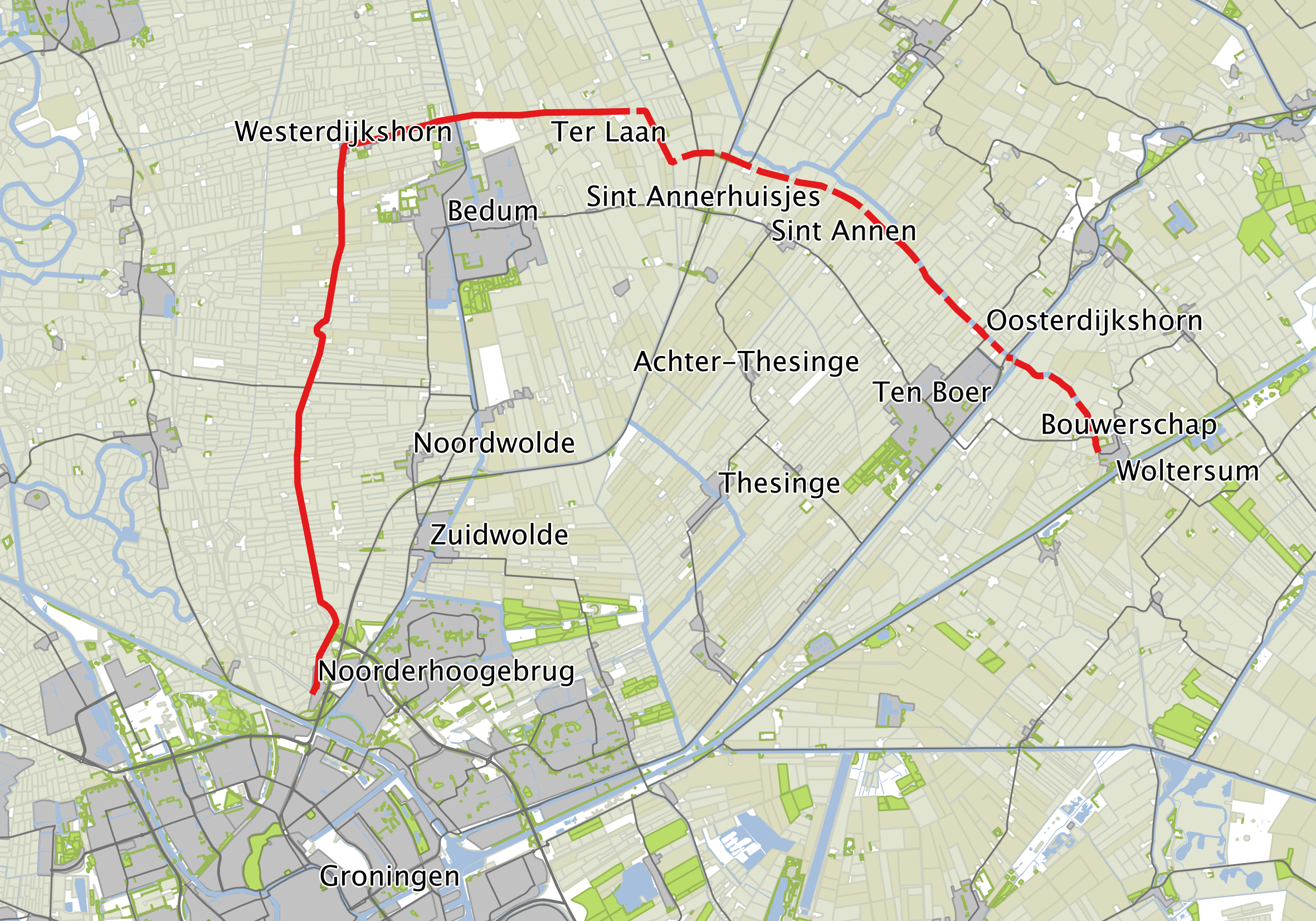
Wolddijk

De Wolddijk is een vroeg-middeleeuwse dijk die om het lage gebied ten noorden van de stad Groningen is gelegd. Dit gebied, dat wel wordt aangeduid met het Centrale Woldgebied, omvatte de schepperijen Innersdijk in Hunsingo en Vierendeel in Fivelingo.
De aanleg van de dijk werd nodig toen het veen in het Woldgebied werd ontgonnen en het maaiveld zo'n 3 meter zakte. Als gevolg daarvan stroomde water van het hoger gelegen gebied ten noorden en het westen (het Hogeland) het gebied in. Volgens het verhaal is de dijk aangelegd door de heilige Walfridus.
De naam wold betekent woud. Veelal wordt dit begrepen als een bos met bomen dat hier zou hebben gelegen. Toch is het waarschijnlijker dat het verwijst naar het moeras dat voorzien was van een "woud van riet". De naam is vergelijkbaar met de Biesbosch, dat ook geen bos is. In het gebied liggen meerdere plaatsen die herinneren aan het wold-verleden, zoals Noord- en Zuidwolde en Garmerwolde. Maar ook streek- en gehuchtnamen als: Lutjewolde, Stuurwolde en Sauwerderwold.
De Wolddijk loopt van Noorderhoogebrug in noordelijke richting naar Westerdijkshorn, dan in oostelijke richting, boven Bedum langs, naar het Kardingermaar en van daar in zuidoostelijke richting naar Oosterdijkshorn bij Ten Boer. Het viaduct op de plek waar de Wolddijk de N46 passeert heet Wolddijk. Dat is ook plek waar het Maarvliet lag, dat de laat-middeleeuwse grens van Hunsingo met Fivelingo markeerde. De Wolddijk passeerde hier dan ook de grens tussen beide gouwen.
De Stadsweg die van Ten Boer naar Noorddijk loopt wordt wel als het oostelijke gedeelte van de Wolddijk beschouwd. Dit is echter een misvatting, omdat het gebied ten zuidoosten hiervan lager ligt dan het Woldgebied. Deze weg is pas na de aanleg van het Damsterdiep tussen Groningen en Ten Post aangelegd. De toenmalige naam van de Stadsweg, de Nije wal wijst ook in die richting.